# Бърджес Абърнеди
Бърджес Абърнеди (на английски: Burgess Abernethy) е австралийски актьор станал известен предимно с участието си в „H2O: Просто добави вода“ (H2O: Just Add Water), където играе ролята на ролята на Зейн Бенет. Участвал е и в няколко други филма и сериали.

## Филмография
| Година      | Заглавие на английски      | Заглавие на български    |
| ----------- | -------------------------- | ------------------------ |
| 2000        | BeastMaster                |                          |
| 2006 – 2009 | H2O: Just Add Water        | H2O: Просто добави вода  |
| 2007        | Home and Away              |                          |
| 2008        | Blue Water High – Season 3 |                          |
| 2008        | All Saints – Season 11     | Всички светии – сезон 11 |